# Paul George
Pour les articles homonymes, voir George.
Paul George, né le 2 mai 1990 à Palmdale en Californie, est un joueur américain de basket-ball évoluant au poste d'ailier.

## Biographie

### Pacers de l'Indiana (2010-2017)
Paul George est issu de l'université d'État de Californie à Fresno, évoluant dans l'équipe des Bulldogs. Il est sélectionné au 10e rang de la Draft 2010 de la NBA par les Pacers de l'Indiana.
George signe son contrat avec les Pacers le 1er juillet 2010 pour deux ans et un montant de 3,9 millions de dollars.

#### Saison 2010-2011
Lors de sa saison rookie en 2010-2011, il affiche des statistiques de 7,8 points, 3,8 rebonds et une interception par match. Les Pacers passent de 32 victoires en saison régulière à 37 et se qualifient pour les playoffs, huitième place de la Conférence Est, mais perdent la première série quatre à un contre les Bulls de Chicago.

#### Saison 2011-2012
Lors de la saison 2011-2012, Paul George continue sa progression avec cette saison 12,1 points, 5,6 rebonds et 2,4 passes de moyenne par match. Il participe au concours de dunk en 2012 à Orlando lors du NBA All-Star Game 2012. Les Pacers finissent la saison avec 42 victoires pour 24 défaites et éliminent au premier tour des playoffs le Magic d'Orlando avec Dwight Howard blessé. Au second tour, ils sont éliminés en six matchs par le futur champion, le Heat de Miami.

#### Saison 2012-2013
Sélectionné au NBA All-Star Game 2013, il est champion de la Division Centrale en 2013. Sa bonne saison avec les Pacers, troisième de la conférence Est, est récompensée au terme de la saison par un titre de NBA Most Improved Player (joueur ayant le plus progressé). Lors du premier match de playoffs opposant son équipe aux Hawks d'Atlanta, il réussit le premier triple double de sa carrière, 23 points, 11 rebonds et 12 passes, malgré un mauvais pourcentage de réussite, 3 sur 13 aux tirs mais avec un 17 sur 18 aux lancers-francs,. Les Pacers, menés par George et le pivot Roy Hibbert, réussissent un très bon parcours lors des playoffs NBA 2013. Ils éliminent les Hawks d'Atlanta de Josh Smith et d'Al Horford quatre manches à deux, puis ils battent également en six matchs les Knicks de New York avec une formidable défense de George sur le meilleur marqueur de la ligue, Carmelo Anthony (aussi blessé à l'épaule). Ils sont ensuite éliminés en finale de conférence en sept matches par le Heat de Miami.

#### Saison 2013-2014

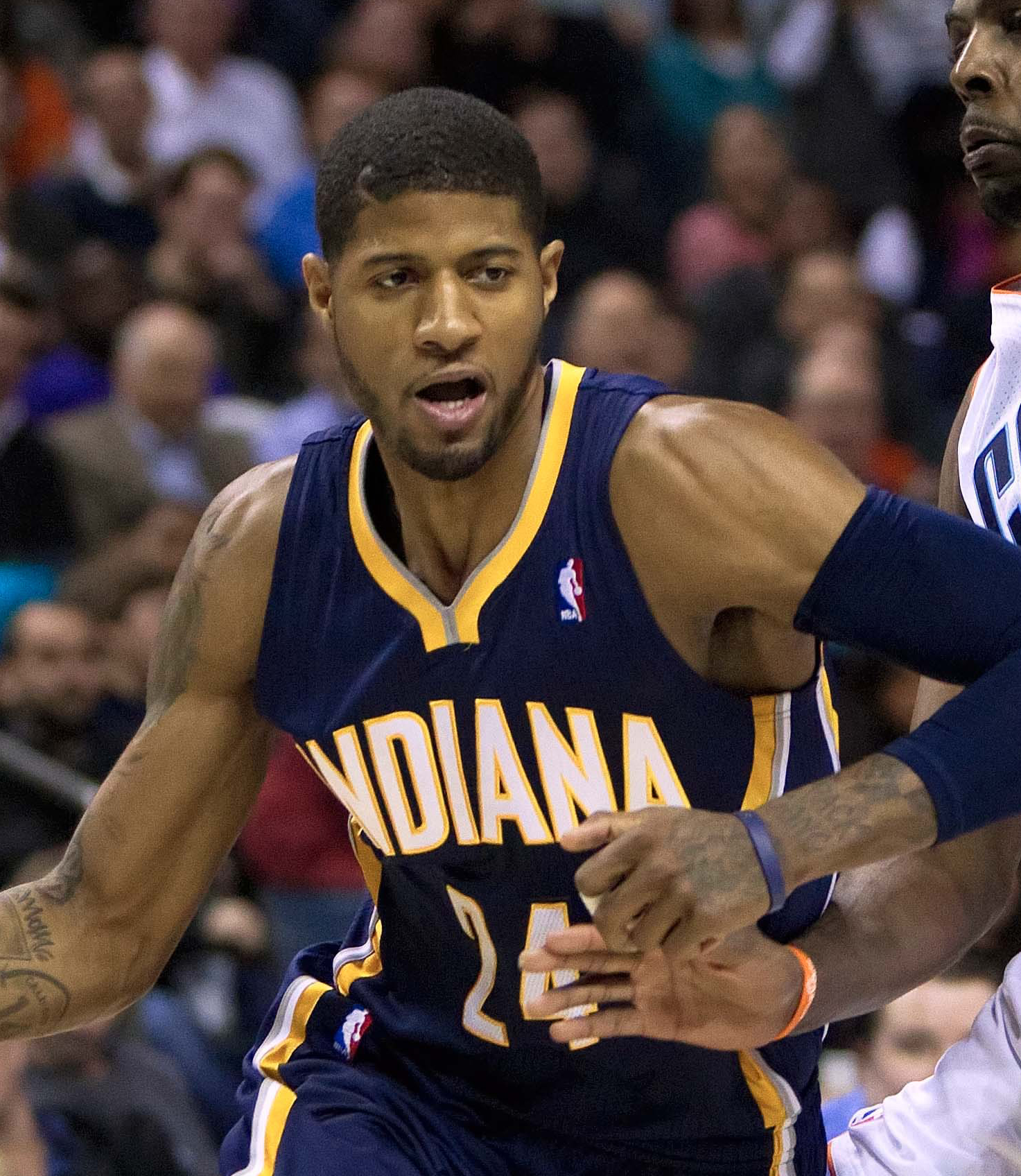
Paul George en mars 2014

George commence la saison 2013-2014 en étant nommé meilleur joueur de la semaine de la conférence Est (semaine du 4 au 11 novembre 2013) avec des moyennes de 24,8 points, 7,5 rebonds et 3,8 passes décisives. Il est ensuite récompensé pour ses bonnes performances ainsi que pour l'excellent parcours d'Indiana (15 victoires et une défaite), par le titre de joueur du mois de novembre de la Conférence Est. Il est sélectionné pour participer au All-Star Game 2014. Il termine la saison régulière avec des moyennes de 21,7 points, 6,8 rebonds et 3,5 passes décisives et son équipe finit première de la saison régulière au sein de la conférence Est. Au premier tour des play-offs, les Pacers affrontent les Hawks d'Atlanta. Indiana remporte la série quatre à trois après avoir été mené trois à deux. Paul George réalise des moyennes de 23,9 points, 10,7 rebonds, 4,6 passes décisives et 2,7 interceptions. En demi-finale, les Pacers l'emportent quatre à deux face aux Wizards, et se font éliminer par le Heat en finale de conférence sur le même score.
Paul George fait partie de l'équipe des États-Unis qui se prépare à la Coupe du monde de basket-ball. Le 1er août, il se blesse très gravement, se fracturant le tibia et péroné de sa jambe droite, lors d'un match de préparation. Opéré peu après, son indisponibilité est évaluée de neuf à douze mois,.

#### Saison 2014-2015
Après sa convalescence, George joue son premier match de la saison le 5 avril 2015. Il joue au total 6 rencontres de saison régulière pour 8,8 points de moyenne. Les Pacers ne participent pas aux playoffs.

#### Saison 2015-2016
Lors du match d'ouverture de la saison des Pacers de l'Indiana, le 28 octobre, George marque 17 points à 4 sur 17 aux tirs et prend 12 rebonds dans la défaite 106 à 99 contre les Raptors de Toronto. Après le match, il critique publiquement les arbitres et écope d'une amende de 10 000 dollars. Le 6 novembre, il marque 36 points lors de la victoire 90 à 87 contre le Heat de Miami. Trois jours plus tard, il marque 27 points, dont 19 (son record en carrière) dans le premier quart-temps, et conduit les Pacers à la victoire 97 à 84 contre le Magic d'Orlando. Le 24 novembre, George marque 40 points et rentre sept tirs à trois points (sur un total de 19 pour l'équipe, le record de la franchise) lors de la victoire 123 à 106 contre les Wizards de Washington. Le 29 novembre, il compile 39 points (dont 5 sur 10 à trois points), 4 rebonds et 2 interceptions en 37 minutes. Il est ensuite élu MVP de la dernière semaine de novembre avec 37,3 points, 6,7 rebonds, 2,3 passes à 57% aux tirs et à 3 points. Le 3 décembre, George est nommé meilleur joueur des mois d'octobre et novembre de la Conférence Est avec des moyennes de 27,2 points (meilleur marqueur de la conférence Est et 4e de la NBA), 8,1 rebonds, 4,4 passes décisives et 1,6 interception,. Durant cette période, les Pacers commencent la saison par 3 défaites consécutives mais enchaînent ensuite onze victoires en treize matches ; début décembre, leur bilan est de 11 victoires sur 16 matches.
Deux jours plus tard, le 5 décembre, il bat son record de points en carrière avec 48 unités lors de la défaite 122 à 119 après prolongation chez le Jazz de l'Utah. Le 18 décembre 2015, après la victoire contre les Nets de Brooklyn, il critique de nouveau l'arbitrage et écope d'une amende de 35 000 dollars.
Le 14 février 2016, il participe au NBA All-Star Game 2016 où il marque 41 points, à un point derrière le record de Wilt Chamberlain en 1962. Le 5 mars, il marque 38 points à 13/22 au tir et prend 6 rebonds lors de la victoire 100 à 99 contre les Wizards de Washington. Le 19 mars, il marque 45 points lors de la défaite 115 à 111 chez le Thunder d'Oklahoma City. George aide les Pacers à retrouver les playoffs en terminant à la 7e place de la conférence Est avec un bilan de 45 victoires et 37 défaites.
Le 16 avril 2016, George joue son premier match de playoffs depuis 2014 et marque 33 points lors de la victoire au premier match du premier tour contre les Raptors de Toronto. Lors du cinquième match, George marque 39 points malgré la défaite de son équipe qui permet aux Raptors de mener la série 3 victoire à 2. Les Pacers perdent la série en sept matches.
Supporter de la WNBA et du basket-ball féminin, Paul George offre 5 000 places pour assister à la dernière rencontre de saison régulière de Tamika Catchings.

#### Saison 2016-2017

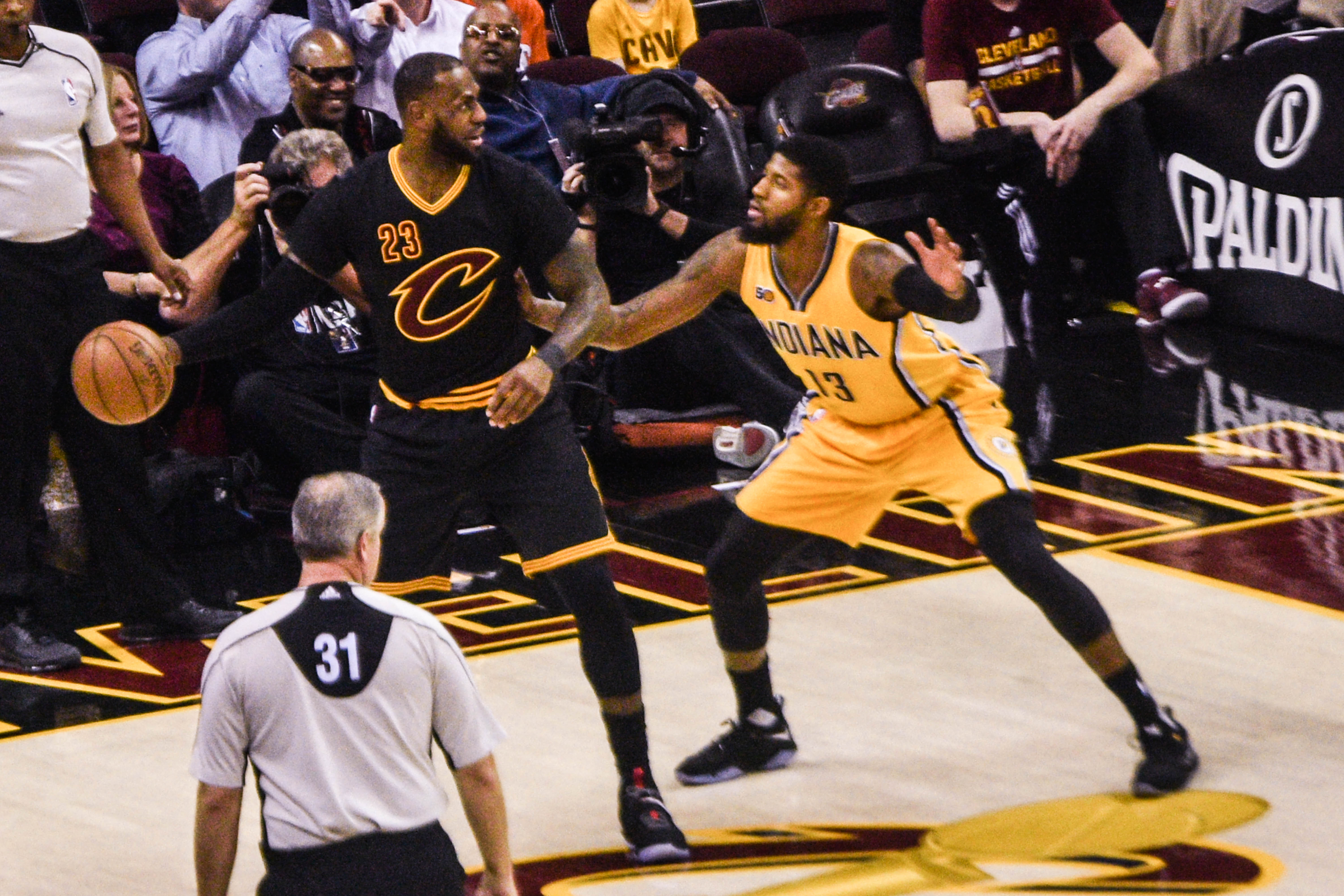
George en défense sur LeBron James en février 2017

Le 26 octobre 2016, lors du match d'ouverture de la saison des Pacers, George marque 25 points dans la victoire des siens 130 à 121 après prolongation contre les Mavericks de Dallas. Le 1er novembre, il marque 30 points dont les 12 derniers de son équipe pour donner la victoire aux Pacers 115 à 108 contre les Lakers de Los Angeles. Le 10 décembre, il bat son record de points de la saison avec 37 unités dont 13 dans le quatrième quart-temps, pour aider les Pacers à s'imposer 118 à 111 contre les Trail Blazers de Portland. Le 29 janvier 2017, il marque 33 points dans la victoire 120 à 101 contre les Rockets de Houston, battant son record de matches consécutifs à plus de 30 points avec quatre de suite. Le 15 mars 2017, il rentre six paniers à trois points et marque 27 de ses 39 points en seconde mi-temps dans la victoire 98 à 77 contre les Hornets de Charlotte. Le 2 avril 2017, il marque 43 points dans la défaite 135 à 130 après une double prolongation contre les Cavaliers de Cleveland. Le 14 avril 2017, il est nommé joueur du mois d'avril de la conférence Est. George tourne ce mois-là avec des moyennes de 32,8 points, 8,2 rebonds et 4,5 passes décisives durant lequel les Pacers ont un bilan de 5 victoires et 1 défaite et parviennent à se hisser à la 7e place de la conférence Est pour la sixième fois en sept saisons.
Lors du match 3 du premier tour des playoffs contre Cleveland le 20 avril, George marque 36 points, prend 15 rebonds (son record de prises en carrière en playoffs) et distribue neuf passes décisives, à une unité de réaliser son second triple-double en playoffs. Après avoir mené 74 à 49 à la mi-temps, les Pacers vont s'incliner 119 à 114 et sont menés 3 victoires à 0 dans la série. Ils sont éliminés au match suivant.

### Thunder d'Oklahoma City (2017-2019)

#### Saison 2017-2018
Le 1er juillet 2017, il est transféré au Thunder d'Oklahoma City contre Victor Oladipo et Domantas Sabonis.
Le Thunder réalise une saison 2017-2018 inégale où les trois joueurs majeurs (Russell Westbrook, George et Carmelo Anthony) ne parviennent pas toujours à jouer collectivement. L'équipe se qualifie pour les playoffs mais est éliminée par le Jazz de l'Utah dès le premier tour.

#### Saison 2018-2019: Candidat MVP
Le 1er juillet 2018, George signe un contrat de 4 ans (3 ans puis une année optionnelle) et 137 millions de dollars avec le Thunder.
Paul George réalise en 2018 la meilleure saison de sa carrière : il a terminé la saison régulière avec des moyennes de 28 points, 8,2 rebonds, 4,1 passes décisives et 2,2 interceptions par match. Cette domination à la fois en défense et en attaque lui a permis de figurer parmi les finalistes pour le titre de MVP, terminant à la troisième place derrière Giánnis Antetokoúnmpo et James Harden ainsi que dans la NBA All-Defensive First Team, soulignant son impact des deux côtés du terrain. Il est aussi classé troisième pour le trophée de défenseur de l'année (DPoY). Malgré sa très bonne saison, le Thunder réalise une saison décevante avec un bilan de 49 victoires pour 33 défaites, se classant sixième de la Conférence Ouest.
En playoffs, le Thunder est éliminé dès le premier tour par les Trail Blazers de Portland, avec une série se terminant en cinq matchs. La défaite est scellée par un tir à trois points mémorable de Damian Lillard au buzzer du match 5 face à Paul George.

### Clippers de Los Angeles (2019-2024)
En juillet 2019, Paul George rejoint les Clippers de Los Angeles : il est échangé contre Shai Gilgeous-Alexander, Danilo Gallinari et sept futurs premiers tours de draft.
En 2021, à la sortie d'une saison régulière très aboutie où les Clippers terminent quatrième de la Conférence Ouest avec un bilan de 47 victoires et 25 défaites (saison raccourcie à 72 matchs), il emmène les Clippers, aux côtés de son coéquipier Kawhi Leonard, pour leur première Finales de conférence NBA, et ce au terme de playoffs de très haut niveau sur le plan statistique. Lors du match 5 des finales de conférence contre les Suns de Phoenix, il inscrit 41 points à 70 % au tir, prend 13 rebonds pour éviter l'élimination mais ne peut empêcher celle-ci lors du match suivant.
En décembre 2020, George signe un contrat sur 4 saisons (dont une en option) avec les Clippers pour 190 millions de dollars.

### 76ers de Philadelphie (depuis 2024)
En juillet 2024, libre de tout contrat, George s'engage pour 4 saisons (dont une en option) et 212 millions de dollars avec les 76ers de Philadelphie.

## Style de jeu
Comme Kawhi Leonard, Trevor Ariza ou encore Robert Covington, Paul George est un ailier défenseur. Ses mains actives et sa lucidité défensive lui permettent d'intercepter un grand nombre de ballons. Grâce à sa très bonne mobilité en défense, il peut contenir tous les postes extérieurs (meneur de jeu, arrière et ailier).
En plus d'être un très bon défenseur, Paul George est très adroit, avec 44 % au tir et à 38 % de réussite à trois points en carrière (en 2023). Il est également un bon dribbleur.

## Palmarès

### En club
- Champion de la Division Centrale en 2013 avec les Pacers de l'Indiana.

### En sélection nationale
- Médaille d'or aux Jeux olympiques de 2016.

### Distinctions personnelles
- All-NBA First Team en 2019[32]

- All-NBA Third Team en 2013, 2014, 2016, 2018 et 2021[32]
- NBA All-Rookie Second Team en 2011[33].
- 9 sélections au NBA All-Star Game en 2013[34], 2014, 2016, 2017, 2018, 2019, 2021, 2023 et 2024.
- NBA Most Improved Player (joueur ayant le plus progressé) en 2013[24].
- NBA All-Defensive First Team en 2014 et 2019[25].
- NBA All-Defensive Second Team en 2013 et 2016[25]
- 3 fois joueur du mois de la Conférence Est en novembre de la saison 2013-2014[35], en novembre de la saison 2015-2016 et en avril de la saison 2016-2017.
- 1 fois joueur du mois de la Conférence Ouest en février de la saison 2018-2019.
- Cinq fois joueur de la semaine de la Conférence Est, du 9 au 15 décembre de la saison 2012-2013, du 4 au 10 novembre, du 13 au 19 janvier de la saison 2013-2014[36], du 23 au 29 novembre de la saison 2015-2016, et du 3 au 9 avril de la saison 2016-2017.
- Six fois joueur de la semaine de la Conférence Ouest.
- 3e au trophée du MVP de la saison 2018-2019.
- 3e au trophée du DPOY de la saison 2018-2019.

## Statistiques

### Universitaires
gras = ses meilleures performances
| Saison    | Équipe       | Matchs | Titul. | Min./m | % Tir | % 3pts | % LF | Rbds/m. | Pass/m. | Int/m. | Ctr/m. | Pts/m. |
| --------- | ------------ | ------ | ------ | ------ | ----- | ------ | ---- | ------- | ------- | ------ | ------ | ------ |
| 2008-2009 | Fresno State | 34     | 34     | 34,6   | 47,0  | 44,7   | 69,7 | 6,24    | 1,85    | 1,74   | 1,00   | 14,32  |
| 2009-2010 | Fresno State | 29     | 29     | 33,2   | 42,4  | 35,3   | 90,9 | 7,24    | 3,03    | 2,21   | 0,83   | 16,79  |
| Carrière  | Carrière     | 63     | 63     | 33,2   | 44,7  | 39,6   | 80,3 | 6,69    | 2,40    | 1,95   | 0,92   | 15,46  |

### NBA

#### Saison régulière
| Meilleure progression de l'année |

gras = ses meilleures performances
| Saison        | Équipe        | Matchs | Titul. | Min./m | % Tir | % 3pts | % LF  | Rbds/m. | Pass/m. | Int/m. | Ctr/m. | Pts/m. |
| ------------- | ------------- | ------ | ------ | ------ | ----- | ------ | ----- | ------- | ------- | ------ | ------ | ------ |
| 2010-2011     | Indiana       | 61     | 19     | 20,7   | 45,3  | 29,7   | 76,2  | 3,67    | 1,07    | 1,02   | 0,43   | 7,80   |
| 2011-2012     | Indiana       | 66     | 66     | 29,7   | 44,0  | 38,5   | 80,2  | 5,59    | 2,38    | 1,64   | 0,58   | 12,09  |
| 2012-2013     | Indiana       | 79     | 79     | 37,6   | 41,9  | 36,2   | 80,7  | 7,63    | 4,16    | 1,80   | 0,65   | 17,43  |
| 2013-2014     | Indiana       | 80     | 80     | 36,2   | 42,4  | 36,4   | 86,4  | 6,78    | 3,54    | 1,89   | 0,28   | 21,71  |
| 2014-2015     | Indiana       | 6      | 0      | 15,2   | 36,7  | 40,9   | 72,7  | 3,67    | 1,00    | 0,83   | 0,17   | 8,83   |
| 2015-2016     | Indiana       | 81     | 81     | 34,8   | 41,8  | 37,2   | 86,0  | 6,95    | 4,06    | 1,88   | 0,36   | 23,14  |
| 2016-2017     | Indiana       | 75     | 75     | 35,9   | 46,1  | 39,4   | 89,8  | 6,60    | 3,35    | 1,60   | 0,35   | 23,67  |
| 2017-2018     | Oklahoma City | 79     | 79     | 36,6   | 43,0  | 40,1   | 82,2  | 5,66    | 3,33    | 2,04   | 0,49   | 21,95  |
| 2018-2019     | Oklahoma City | 77     | 77     | 36,9   | 43,8  | 38,6   | 83,9  | 8,16    | 4,13    | 2,21   | 0,44   | 28,04  |
| 2019-2020     | L.A. Clippers | 48     | 48     | 29,6   | 43,9  | 41,2   | 87,6  | 5,67    | 3,85    | 1,42   | 0,42   | 21,52  |
| 2020-2021     | L.A. Clippers | 54     | 54     | 33,7   | 46,7  | 41,1   | 86,8  | 6,65    | 5,19    | 1,15   | 0,44   | 23,31  |
| 2021-2022     | L.A. Clippers | 31     | 31     | 34,7   | 42,1  | 35,4   | 85,8  | 6,87    | 5,68    | 2,16   | 0,42   | 24,32  |
| 2022-2023     | L.A. Clippers | 56     | 56     | 34,6   | 45,7  | 37,1   | 87,1  | 6,11    | 5,14    | 1,48   | 0,36   | 23,79  |
| 2023-2024     | L.A. Clippers | 74     | 74     | 33,8   | 47,1  | 41,3   | 90,7  | 5,20    | 3,50    | 1,50   | 0,50   | 22,60  |
| 2024-2025     | Philadelphie  | 41     | 41     | 32,5   | 43,0  | 35,8   | 81,4  | 5,30    | 4,30    | 1,80   | 0,50   | 16,20  |
| Carrière      | Carrière      | 908    | 860    | 33,6   | 44,0  | 38,3   | 85,3  | 6,30    | 3,70    | 1,70   | 0,40   | 20,60  |
| All-Star Game | All-Star Game | 9      | 3      | 23,2   | 49,6  | 38,0   | 100,0 | 3,30    | 3,00    | 1,30   | 0,10   | 18,00  |

Mise à jour le 18 mars 2025

#### Playoffs
| Saison   | Équipe        | Matchs | Titul. | Min./m | % Tir | % 3pts | % LF | Rbds/m. | Pass/m. | Int/m. | Ctr/m. | Pts/m. |
| -------- | ------------- | ------ | ------ | ------ | ----- | ------ | ---- | ------- | ------- | ------ | ------ | ------ |
| 2011     | Indiana       | 5      | 5      | 26,6   | 30,3  | 23,1   | 87,5 | 5,00    | 1,00    | 1,40   | 2,00   | 6,00   |
| 2012     | Indiana       | 11     | 11     | 33,7   | 38,9  | 26,8   | 78,6 | 6,64    | 2,36    | 1,64   | 0,36   | 9,73   |
| 2013     | Indiana       | 19     | 19     | 41,0   | 43,0  | 32,7   | 72,7 | 7,42    | 5,05    | 1,32   | 0,47   | 19,21  |
| 2014     | Indiana       | 19     | 19     | 41,1   | 43,8  | 40,3   | 78,9 | 7,63    | 3,84    | 2,16   | 0,37   | 22,58  |
| 2016     | Indiana       | 7      | 7      | 39,3   | 45,5  | 41,9   | 95,3 | 7,57    | 4,29    | 2,00   | 0,71   | 27,29  |
| 2017     | Indiana       | 4      | 4      | 42,9   | 38,6  | 42,9   | 86,7 | 8,75    | 7,25    | 1,75   | 0,50   | 28,00  |
| 2018     | Oklahoma City | 6      | 6      | 41,9   | 40,8  | 36,5   | 86,1 | 6,00    | 2,67    | 1,33   | 0,67   | 24,67  |
| 2019     | Oklahoma City | 5      | 5      | 40,8   | 43,6  | 31,9   | 81,6 | 8,60    | 3,60    | 1,40   | 0,20   | 28,60  |
| 2020     | L.A. Clippers | 13     | 13     | 36,8   | 39,8  | 33,3   | 90,9 | 6,08    | 3,77    | 1,46   | 0,54   | 20,23  |
| 2021     | L.A. Clippers | 19     | 19     | 40,9   | 44,1  | 33,6   | 84,4 | 9,63    | 5,37    | 1,00   | 0,53   | 26,89  |
| 2024     | L.A. Clippers | 6      | 6      | 37,1   | 41,1  | 36,7   | 84,0 | 6,80    | 4,80    | 1,20   | 0,50   | 19,50  |
| Carrière | Carrière      | 114    | 114    | 39,0   | 42,3  | 35,2   | 82,6 | 7,50    | 4,10    | 1,50   | 0,50   | 21,20  |

Dernière mise à jour effectuée le 1er juillet 2024.

## Records sur une rencontre en NBA
Les records personnels de Paul George en NBA sont les suivants, :
| Type de statistique        | Saison régulière | Saison régulière                  | Saison régulière | Playoffs | Playoffs           | Playoffs      |
| Type de statistique        | Record           | Adversaire                        | Date             | Record   | Adversaire         | Date          |
| -------------------------- | ---------------- | --------------------------------- | ---------------- | -------- | ------------------ | ------------- |
| Points                     | 48               | @ Jazz de l'Utah                  | 5 décembre 2015  | 41       | @ Suns de Phoenix  | 28 juin 2021  |
| Paniers marqués            | 19               | @ Nuggets de Denver               | 1er février 2018 | 15       | 2 fois             | 2 fois        |
| Paniers tentés             | 33               | @ Cavaliers de Cleveland          | 2 avril 2017     | 28       | 2 fois             | 2 fois        |
| Paniers à 3 points réussis | 10               | @ Heat de Miami                   | 1er février 2019 | 8        | Jazz de l'Utah     | 15 avril 2018 |
| Paniers à 3 points tentés  | 17               | @ Pelicans de La Nouvelle-Orléans | 14 février 2019  | 15       | 3 fois             | 3 fois        |
| Lancers francs réussis     | 17               | @ Trail Blazers de Portland       | 7 mars 2019      | 17       | Hawks d'Atlanta    | 21 avril 2013 |
| Lancers francs tentés      | 20               | @ Trail Blazers de Portland       | 7 mars 2019      | 18       | 2 fois             | 2 fois        |
| Rebonds offensifs          | 5                | 2 fois                            | 2 fois           | 4        | 3 fois             | 3 fois        |
| Rebonds défensifs          | 16               | Kings de Sacramento               | 3 novembre 2012  | 16       | Suns de Phoenix    | 26 juin 2021  |
| Rebonds totaux             | 17               | Kings de Sacramento               | 3 novembre 2012  | 16       | 2 fois             | 2 fois        |
| Passes décisives           | 12               | 3 fois                            | 3 fois           | 12       | Hawks d'Atlanta    | 21 avril 2013 |
| Interceptions              | 8                | Trail Blazers de Portland         | 25 octobre 2021  | 6        | 2 fois             | 2 fois        |
| Contres                    | 4                | 3 fois                            | 3 fois           | 4        | @ Bulls de Chicago | 18 avril 2011 |
| Balles perdues             | 8                | 3 fois                            | 3 fois           | 7        | 2 fois             | 2 fois        |
| Minutes jouées             | 50               | Jazz de l'Utah                    | 22 février 2019  | 47       | @ Heat de Miami    | 22 mai 2013   |

- Double-double : 159 (dont 34 en playoffs)
- Triple-double : 5 (dont 1 en playoffs)

Dernière mise à jour : 12 janvier 2025

## Salaires
| Année       | Équipe      | Salaire       |
| ----------- | ----------- | ------------- |
| 2010-2011   | Pacers      | 2 238 360 $   |
| 2011-2012   | Pacers      | 2 406 240 $   |
| 2012-2013   | Pacers      | 2 574 120 $   |
| 2013-2014   | Pacers      | 3 282 003 $   |
| 2014-2015*  | Pacers      | 15 925 680 $  |
| 2015-2016   | Pacers      | 17 120 106 $  |
| 2016-2017   | Pacers      | 18 314 532 $  |
| 2017-2018   | Thunder     | 19 508 958 $  |
| 2018-2019   | Thunder     | 30 560 700 $  |
| 2019-2020   | Clippers    | 33 005 556 $  |
| 2020-2021   | Clippers    | 35 450 412 $  |
| 2021-2022   | Clippers    | 39 344 970 $  |
| 2022-2023   | Clippers    | 42 492 492 $  |
| 2023-2024   | Clippers    | 45 640 084 $  |
| Total Gains | Total Gains | 287 864 213 $ |
| 2024-2025   | 76ers       | 49 205 800 $  |
| 2025-2026   | 76ers       | 51 666 090 $  |
| 2026-2027   | 76ers       | 54 126 380 $  |
| 2027-2028   | 76ers       | 56 586 670 $  |

Note : * Pour la saison 2014-2015, le salaire moyen d'un joueur évoluant en NBA est de 4 500 000 $.
Mis à jour le 3 juillet 2024.

## Pour approfondir